# Itay Shechter
Itay Menachem Shechter (hebräisch איתי מנחם שכטר; * 22. Februar 1987 in Ramat Yishai) ist ein israelischer Fußballspieler.

## Karriere

### Verein
Shechter begann seine Karriere in der Jugendmannschaft von Hapoel Haifa und wurde 2001 in die Jugendabteilung von Hapoel Nazareth Illit geholt. Bei dem Verein aus Nazareth kam er 2005 in die erste Mannschaft. In seiner ersten Saison stieg Shechter mit dem Verein wegen der schlechteren Tordifferenz gegenüber Hapoel Kfar Saba aus der höchsten israelischen Spielklasse ab.
Daraufhin wechselte der Stürmer zu Maccabi Netanja. In  der ersten Saison wurde man Vizemeister und qualifizierte sich für den UEFA-Cup. Sein erstes Spiel auf europäischer Klubebene machte der Israeli am 16. August 2007 gegen den Vertreter aus Portugal, União Leiria in der Qualifikation zum UEFA-Cup. Das Spiel in Leiria endete 0:0, Shechter spielte durch und erhielt eine gelbe Karte, jedoch konnte man sich durch eine Niederlage im Rückspiel nicht für die Endrunde qualifizieren. Am Ende der 2007/08er Saison wurde man abermals Vizemeister. Nach einem vierten Platz 2008/09 mit Netanja wechselte Shechter Anfang der Saison 2009/10 zu Hapoel Tel Aviv. Dort qualifizierte er sich zum ersten Mal für die Europa League. Hapoel gewann die Gruppe vor dem deutschen Bundesligisten und UEFA-Cup-Vorjahreshalbfinalisten Hamburger SV, dem schottischen Erstligisten Celtic Glasgow und dem österreichischen Rekordmeister Rapid Wien und kam in die Runde der letzten 32. Shechter erzielte in sechs Spielen zwei Tore (gegen den HSV und Rapid).
Nach mehrmonatigen Verhandlungen, die vor allem durch die ungeklärten Machtverhältnisse bei Hapoel Tel Aviv erschwert wurden, verpflichtete der 1. FC Kaiserslautern am 11. Juli 2011 Shechter. Er unterschrieb einen für die erste und zweite Bundesliga gültigen Vierjahresvertrag. Am ersten Spieltag gab er sein Debüt für den FCK, als er gegen Werder Bremen in der Halbzeit für Richard Sukuta-Pasu eingewechselt wurde. Am zweiten Spieltag schoss er beim 1:1 gegen den FC Augsburg sein erstes Bundesligator. Nach einer Niederlage des 1. FC Kaiserslautern beim 1. FSV Mainz 05 wurde Shechter, der bei diesem Spiel verletzungsbedingt nicht Teil des Kaders war, beim Training am Folgetag Ziel antisemitischer Beleidigungen. Bei den Lauterern konnte Shechter letztlich nicht den zuvor nach Wolfsburg gewechselten Srđan Lakić ersetzen und verlor im Laufe der Saison seinen Stammplatz. Am Ende der Saison stieg der FCK in die 2. Bundesliga ab.
Im August 2012 wechselte Shechter auf Leihbasis mit Kaufoption für die Saison 2012/13 zu Swansea City. Im Juni 2013 verpflichtete ihn Hapoel Tel Aviv erneut. Ab dem 31. Januar 2014 wurde Shechter zunächst bis zum 30. Juni 2014 an den FC Nantes ausgeliehen. Der FC Nantes nutzte im Anschluss eine vereinbarte Kaufoption und verpflichtete ihn für zwei weitere Jahre. Sein erstes Tor für Nantes erzielte er am 6. Spieltag in der Saison 2014/15 der Ligue 1 gegen OGC Nizza.
Seit der Saison 2015/2016 war Shechter für verschiedene Vereine der ersten israelischen Liga aktiv.

### Nationalmannschaft
Sein Debüt für die israelische Nationalmannschaft gab der Stürmer am 1. April 2009 gegen Griechenland in Heraklion bei der WM-Qualifikation zur Fußball-WM 2010 in Südafrika. Shechter spielte bis zur 74. Minute, ehe er für Barak Itzhaki ausgewechselt wurde. Das Spiel ging mit 1:2 verloren.